# Radka Bobková
Radka Bobková (Praag, 12 februari 1973) is een voormalig tennisspeelster uit Tsjechië. Zij speelt rechtshandig. Haar favoriete ondergrond is gravel. Zij was actief in het proftennis van 1988 tot en met 2001.

## Loopbaan

### Enkelspel
Bobková debuteerde in 1988 op het ITF-toernooi van Baden (Zwitserland). Zij stond in 1990 voor het eerst in een finale, op het ITF-toernooi van Sutton (Engeland) – hier veroverde zij haar eerste titel, door de Slowaakse Karina Habšudová te verslaan. In totaal won zij vijf ITF-titels, de laatste in 1997 in Orbetello (Italië).
In 1991 kwalificeerde Bobková zich voor het eerst voor een WTA-hoofdtoernooi, op het toernooi van Bol. Zij stond in 1993 voor het eerst in een WTA-finale, op het toernooi van Luik – hier veroverde zij haar eerste titel, door de Duitse Karin Kschwendt te verslaan. In totaal won zij twee WTA-titels, de laatste in 1993 in Palermo.
Haar beste resultaat op de grandslamtoernooien is het bereiken van de derde ronde, op de US Open 1994. Haar hoogste positie op de WTA-ranglijst is de 47e plaats, die zij bereikte in september 1993.

### Dubbelspel
Bobková was in het dubbelspel minder actief dan in het enkelspel. Zij debuteerde in 1987 op het ITF-toernooi van Mali Lošinj (toenmalig Joegoslavië) samen met de Slowaakse Renata Šmekálová. Zij stond in 1989 voor het eerst in een finale, op het ITF-toernooi van Šibenik (Joegoslavië), samen met landgenote Petra Raclavská – zij verloren van het Zweedse duo Helen Jonsson en Malin Nilsson. In 1990 veroverde Bobková haar eerste titel, op het ITF-toernooi van Sutton (Engeland), samen met landgenote Helena Vildová, door het Australische duo Lisa Keller en Robyn Mawdsley te verslaan. In totaal won zij vier ITF-titels, de laatste in 1997 in Thessaloniki (Griekenland).
In 1991 speelde Bobková voor het eerst op een WTA-hoofdtoernooi, op het toernooi van Linz, samen met de Zweedse Jonna Jonerup. Zij bereikten er de tweede ronde. Zij stond in 1993 voor het eerst in een WTA-finale, op het toernooi van Luik, samen met de Argentijnse María José Gaidano – hier veroverde zij haar eerste titel, door het Belgische koppel Ann Devries en Dominique Monami te verslaan. In totaal won zij twee WTA-titels, de laatste in 1995 in Palermo, samen met landgenote Petra Langrová.
Haar beste resultaat op de grandslamtoernooien is het bereiken van de derde ronde, op Wimbledon 1995. Haar hoogste positie op de WTA-ranglijst is de 59e plaats, die zij bereikte in augustus 1995.

## Posities op deWTA-ranglijst
Positie per einde seizoen:
| jaartal | ranking enkelspel | ranking dubbelspel |
| ------- | ----------------- | ------------------ |
| 2000    | 623               | 325                |
| 1998    | 87                | 125                |
| 1997    | 172               | 115                |
| 1996    | 144               | 101                |
| 1995    | 128               | 78                 |
| 1994    | 85                | 96                 |
| 1993    | 58                | 102                |
| 1992    | 157               | 147                |
| 1991    | 140               | 135                |
| 1990    | 235               | 261                |
| 1989    | 442               | 296                |

## Palmares
| Legenda                |
| ---------------------- |
| Grandslamtoernooi      |
| Olympische Spelen      |
| Year-End Championships |
| Tier I                 |
| Tier II                |
| Tier III               |
| Tier IV & V            |

### WTA-finaleplaatsen enkelspel
| nr.              | finaledatum | toernooi    | ondergrond | tegenstandster  | score         |
| ---------------- | ----------- | ----------- | ---------- | --------------- | ------------- |
| Gewonnen finales |             |             |            |                 |               |
| 1.               | 1993-05-09  | WTA Luik    | gravel     | Karin Kschwendt | 6-3, 4-6, 6-2 |
| 2.               | 1993-07-11  | WTA Palermo | gravel     | Mary Pierce     | 6-3, 6-2      |
| Verloren finales |             |             |            |                 |               |
| Geen             |             |             |            |                 |               |

### WTA-finaleplaatsen vrouwendubbelspel
| nr.              | finaledatum | toernooi            | ondergrond | partner            | tegenstandsters                   | score         |
| ---------------- | ----------- | ------------------- | ---------- | ------------------ | --------------------------------- | ------------- |
| Gewonnen finales |             |                     |            |                    |                                   |               |
| 1.               | 1993-05-09  | WTA Luik            | gravel     | María José Gaidano | Ann Devries Dominique Monami      | 6-4, 2-6, 7-6 |
| 2.               | 1995-07-16  | WTA Palermo         | gravel     | Petra Langrová     | Petra Ritter Katarína Studeníková | 6-4, 6-1      |
| Verloren finales |             |                     |            |                    |                                   |               |
| 1.               | 1996-05-12  | WTA Boedapest       | gravel     | Eva Melicharová    | Katrina Adams Debbie Graham       | 3-6, 6-7      |
| 2.               | 1997-08-03  | WTA Maria Lankowitz | gravel     | Wiltrud Probst     | Eva Melicharová Helena Vildová    | 2-6, 2-6      |

## Resultaten grandslamtoernooien
| Legenda | Legenda                          |
| ------- | -------------------------------- |
| g.t.    | geen toernooi gehouden           |
| l.c.    | lagere categorie                 |
| –       | niet deelgenomen                 |
| G       | uitgeschakeld in de groepsfase   |
| 1R      | uitgeschakeld in de eerste ronde |
| 2R      | uitgeschakeld in de tweede ronde |
| 3R      | uitgeschakeld in de derde ronde  |
| 4R      | uitgeschakeld in de vierde ronde |
| KF      | uitgeschakeld in de kwartfinale  |
| HF      | uitgeschakeld in de halve finale |
| F       | de finale verloren               |
| W       | het toernooi gewonnen            |
| w-v     | winst/verlies-balans             |

### Enkelspel
| Toernooi        | 1992 | 1993 | 1994 | 1995 | 1996 |    | 1998 | 1999 | 2000 |
| --------------- | ---- | ---- | ---- | ---- | ---- | -- | ---- | ---- | ---- |
| Australian Open | 1R   | –    | 2R   | 2R   | –    | 1R | 1R   | –    |      |
| Roland Garros   | –    | –    | 2R   | 1R   | 2R   | 1R | –    | 1R   |      |
| Wimbledon       | –    | 1R   | 2R   | 1R   | 1R   | 1R | –    | –    |      |
| US Open         | –    | 1R   | 3R   | 1R   | 1R   | 2R | –    | –    |      |

### Vrouwendubbelspel
| Toernooi        | 1992 | 1993 | 1994 | 1995 | 1996 | 1997 | 1998 | 1999 | 2000 |
| --------------- | ---- | ---- | ---- | ---- | ---- | ---- | ---- | ---- | ---- |
| Australian Open | 1R   | –    | 1R   | 1R   | 1R   | –    | 1R   | 1R   | –    |
| Roland Garros   | 1R   | 2R   | 1R   | 2R   | 1R   | 1R   | 1R   | –    | 1R   |
| Wimbledon       | –    | 1R   | –    | 3R   | 1R   | 1R   | 2R   | –    | –    |
| US Open         | –    | 2R   | 1R   | 1R   | 1R   | –    | 1R   | –    | –    |